# NGC 5661
NGC 5661 је спирална галаксија у сазвежђу Девица која се налази на NGC листи објеката дубоког неба.
Деклинација објекта је + 6° 15' 2" а ректасцензија 14h 31m 57,3s. Привидна величина (магнитуда) објекта NGC 5661 износи 13,4 а фотографска магнитуда 14,2. NGC 5661 је још познат и под ознакама UGC 9346, MCG 1-37-23, CGCG 47-81, 8ZW 431, IRAS 14294+0628, PGC 51921.